# America's Next Top Model (ventitreesima edizione)
La ventitreesima edizione di America's Next Top Model va in onda a partire dal 12 dicembre 2016 sul canale VH1 dopo l'iniziale cancellazione della stessa serie dal canale The CW, annunciata dalla stessa conduttrice e produttrice esecutiva Tyra Banks durante la messa in onda della stagione precedente.
Molte sono state le modifiche apportate in occasione del cambiamento di rete televisiva, in primis la presentatrice: nel luglio del 2016, Tyra ha infatti annunciato che a sostituirla nel ruolo di presentatrice sarebbe stata la cantante, modella, attrice, stilista ed imprenditrice britannica Rita Ora. Successivamente, è stato annunciato che a sostituire J. Alexander e Kelly Cutrone nel ruolo di giudici sarebbero stati la modella taglie forti Ashley Graham, il direttore creativo di Paper Magazine Drew Elliott e lo stilista delle star Law Roach. Tyra Banks ha comunque continuato a lavorare alla serie come produttrice esecutiva. Altri cambiamenti apportati includono il ritorno ad un cast di sole concorrenti donne, la rimozione del sistema di punteggi adottato nelle ultime stagioni ed il ritorno a girare la serie a New York, dopo ben otto stagioni girate a Los Angeles. Come nell'edizione precedente, non vi è alcuna destinazione internazionale: infatti la sfilata finale è stata fatta a New York.
Quest'edizione ha visto, per la prima volta in assoluto, lo svolgimento di una sfida in diretta su Facebook in cui gli utenti del social network hanno potuto votare la loro concorrente preferita. L'evento live è avvenuto, ovviamente, mesi dopo le riprese e, quindi, al di fuori delle normali sfide settimanali e consisteva in un servizio fotografico a cui hanno preso parte le concorrenti: India, Paige, Tatiana e Courtney. Quest'ultima è risultata essere la vincitrice.
È la seconda stagione che vede la partecipazione di due gemelle dopo la settima edizione: Cody Lee e Tash sono infatti sorelle gemelle. La vincitrice di questa stagione è stata la ventenne India Gants (da Seattle, Washington), con Tatiana Price come seconda arrivata.

## Premi
I premi per la vincitrice di quest'edizione consistono in:
- Un servizio fotografico per la rivista Paper
- Un contratto con la Rimmel dal valore di 100.000 dollari
- Un contratto valido un anno con la VH1

## Concorrenti
| Concorrente        | Età | Altezza | Città di provenienza         | Posizione                                                                      |
| ------------------ | --- | ------- | ---------------------------- | ------------------------------------------------------------------------------ |
| Justine Biticon    | 18  | 177 cm  | Panorama City (California)   | Eliminata nell'episodio 2                                                      |
| Cherish Waters     | 25  | 176 cm  | Los Angeles, California      | Eliminata nell'episodio 3                                                      |
| Giah Hardeman      | 21  | 174 cm  | Bryan-College Station, Texas | Eliminata nell'episodio 5                                                      |
| Krislian Rodriguez | 26  | 176 cm  | Los Angeles, California      | Eliminata nell'episodio 6                                                      |
| Kyle McCoy         | 23  | 176 cm  | New York, New York           | Eliminata nell'episodio 7                                                      |
| Binta Dibba        | 25  | 175 cm  | Seattle, Washington          | Eliminata nell'episodio 8                                                      |
| Marissa Hopkins    | 19  | 177 cm  | Houston, Texas               | Eliminata nell'episodio 9                                                      |
| Paige Mobley       | 22  | 180 cm  | Birmingham, Michigan         | Eliminata nell'episodio 10                                                     |
| Tash Wells         | 27  | 178 cm  | San Jose, California         | Eliminata nell'episodio 4 Rientrata nell'episodio 9 Eliminata nell'episodio 11 |
| Cody Wells         | 27  | 178 cm  | San Jose, California         | Eliminata nell'episodio 12                                                     |
| Courtney Nelson    | 25  | 172 cm  | San Francisco (California)   | Eliminata nell'episodio 13                                                     |
| Cory Anne Roberts  | 19  | 178 cm  | Bali, Indonesia              | Terza classificata                                                             |
| Tatiana Price      | 22  | 177 cm  | Queens, New York             | Seconda classificata                                                           |
| India Gants        | 20  | 174 cm  | Seattle, Washington          | Vincitrice                                                                     |

## Makeover
- Binta: Nessun cambiamento
- Cherish: Capelli tinti di un rosso più intenso
- Cody: Lunghe extensions
- Cory Anne: Aggiunta di ricci
- Courtney: Look ispirato a Marilyn Monroe
- Giah: Capelli lisci e tinti di biondo
- India: Chioma multicolore rosa e lavanda
- Krislian: Capelli lisci e frangetta
- Kyle: Pompadour biondo
- Marissa: Capelli più lisci e voluminosi
- Tash: Capelli rasati e tinti di rosso
- Tatiana: Extensions mosse

## Ordine di eliminazione
| 1  | Courtney  | Cody      | Courtney  | Krislian  | Cory Anne | Cory Anne | India     | Tatiana   | India     | Tash India | Cody      | India     | India     | India     |  |  |  |  |  |  |  |  |  |
| 2  | Giah      | Courtney  | Cory Anne | Binta     | Cody      | Cody      | Paige     | India     | Paige     | Tash India | India     | Courtney  | Tatiana   | Tatiana   |  |  |  |  |  |  |  |  |  |
| 3  | Justine   | Giah      | Marissa   | Paige     | India     | Tatiana   | Cory Anne | Cody      | Cody      | Cody       | Tatiana   | Cory Anne | Cory Anne | Cory Anne |  |  |  |  |  |  |  |  |  |
| 4  | India     | Marissa   | India     | Tatiana   | Tatiana   | Marissa   | Tatiana   | Marissa   | Cory Anne | Courtney   | Cory Anne | Tatiana   | Courtney  |           |  |  |  |  |  |  |  |  |  |
| 5  | Tash      | Tatiana   | Cody      | Giah      | Courtney  | Courtney  | Cody      | Paige     | Tatiana   | Tatiana    | Courtney  | Cody      |           |           |  |  |  |  |  |  |  |  |  |
| 6  | Tatiana   | India     | Tash      | India     | Binta     | Paige     | Binta     | Cory Anne | Courtney  | Cory Anne  | Tash      |           |           |           |  |  |  |  |  |  |  |  |  |
| 7  | Kyle      | Paige     | Kyle      | Courtney  | Paige     | Binta     | Courtney  | Courtney  | Marissa   | Paige      |           |           |           |           |  |  |  |  |  |  |  |  |  |
| 8  | Binta     | Binta     | Tatiana   | Marissa   | Marissa   | India     | Marissa   | Binta     | Tash      |            |           |           |           |           |  |  |  |  |  |  |  |  |  |
| 9  | Cory Anne | Tash      | Paige     | Kyle      | Krislian  | Kyle      | Kyle      |           |           |            |           |           |           |           |  |  |  |  |  |  |  |  |  |
| 10 | Cherish   | Kyle      | Binta     | Cody      | Kyle      | Krislian  |           |           |           |            |           |           |           |           |  |  |  |  |  |  |  |  |  |
| 11 | Paige     | Cherish   | Giah      | Cory Anne | Giah      |           |           |           |           |            |           |           |           |           |  |  |  |  |  |  |  |  |  |
| 12 | Krislian  | Krislian  | Krislian  | Tash      |           |           |           |           |           |            |           |           |           |           |  |  |  |  |  |  |  |  |  |
| 13 | Marissa   | Cory Anne | Cherish   |           |           |           |           |           |           |            |           |           |           |           |  |  |  |  |  |  |  |  |  |
| 14 | Cody      | Justine   |           |           |           |           |           |           |           |            |           |           |           |           |  |  |  |  |  |  |  |  |  |

- L'episodio 1 vede la presentazione di 28 semifinaliste ridotte a 14 dopo l'incontro con i giudici e con due stilisti newyorkesi.
- Nell'episodio 5, dopo aver chiamato il nome di Marissa, Rita ha un ripensamento e chiede ai giudici di riesaminare la loro decisione. Dopo aver brevemente interrotto il processo dell'eliminazione, Rita chiama il nome di Krislian, facendo capire che era lei la ragazza che aveva intenzione di eliminare. Nonostante l'intoppo, l'eliminazione procede regolarmente e viene rivelato che è Giah l'eliminata della puntata.
- Nell'episodio 9, le 7 ragazze eliminate hanno sfidato le 7 ragazze ancora in gara per un posto nella competizione. Marissa, la peggiore concorrente in gara, è stata eliminata, mentre Tash, la migliore concorrente precedentemente eliminata, è tornata in gara.
- Nell'episodio 10, India e Tash hanno ricevuto entrambe lo scatto migliore.
- L'episodio 13 è stato l'episodio riassunto.
- Nell'episodio 15, la deliberazione finale ha avuto due round: immediatamente dopo aver visionato gli scatti per la rivista in premio, Cory Anne è stata eliminata. Dopo la deliberazione finale, il nome della vincitrice è stato annunciato.

    La concorrente è stata eliminata
     La concorrente rientra in gara
     La concorrente vince la gara

## Servizi
- Episodio 1: Comp cards (casting)
- Episodio 2: Crowd surfing ad una sfilata
- Episodio 3: Scatti di gruppo, nude, in bianco e nero
- Episodio 4: Storie di snapchat
- Episodio 5: All'avanguardia in un supermercato
- Episodio 6: Pugilato con Chanel Iman
- Episodio 7: Videoclip ad Harlem
- Episodio 8: Beni di lusso per Philipp Plein in un jet privato
- Episodio 9: Videoclip ragazze eliminate contro ragazze ancora in gara
- Episodio 10: Impersonando famose donne in carriera
- Episodio 11: Cover di Paper Magazine
- Episodio 12: Videoclip con trasformazione
- Episodio 14: Spot pubblicitario per la Rimmel
- Episodio 15: Stile American classic per Paper Magazine